# Tonga hívójelkörzetei
Tonga jelenleg (2024) nincs felosztva hívójelkörzetekre.
Tonga számára az ITU a A3 hívójelprefixet határozta meg.
| Prefix | Körzet | Hely/jelleg | ITU zóna | CQ zóna | QTH lokátor |
| ------ | ------ | ----------- | -------- | ------- | ----------- |
| A3     | [0..9] | Tonga       | 62       | 32      | AG28        |

## Lajstromjel
Vízi és légi járművek lajstromjelezéséhez az A3 prefixet használják.